# 発眼卵
発眼卵（はつがんたまご）とは魚などの卵から肉眼で卵の膜から魚の目が見える卵のこと。
卵は受精すると卵の中で細胞分割が進行し、2ないし3週間ほどで卵内部は稚魚の原型が形成されるが、このとき稚魚の眼が黒い点として観察することができる段階の卵を発眼卵と呼んでおり、卵は受精してから4から5週間でふ化するため、発眼卵の段階になったら河川へ放流を行えば、早ければ1週間で稚魚が誕生する。これを発眼卵放流と呼んでいる。発眼卵放流は日本では全国各地の団体・自治体で行われている。